# Leskovac
Leskovac (in serbo Лесковац?, Leskovac) è una città della Serbia Centrale a 43.00° Nord, 21.95° Est. È il centro amministrativo del distretto di Jablanica, accessibile da Belgrado dalla E75 per la Macedonia del Nord.
Leskovac, inizialmente Dubočica, era conosciuta come Little Manchester (Piccola Manchester), perché la sua industria tessile, risalente al XIX secolo, era seconda solo a quella di Manchester, in Inghilterra. Nel 2011 la popolazione censita della città raggiungeva le 110 240 unità, la cui maggioranza era serba. Altre importanti minoranze etniche erano i greci, macedoni, bulgari e romeni.

## Roštiljijada
Essendo nota come il luogo da dove proviene la pljeskavica, ogni anno agli inizi di settembre la città di Leskovac organizza la cosiddetta Roštiljijada (la settimana delle grigliate), un festival-grill a base di carne. Durante l'evento la strada principale viene chiusa al traffico, giorno e notte, per cinque giorni, e lungo la strada vengono allestite numerose bancarelle, ognuna delle quali offre una particolare scelta delle varie specialità locali. Molti visitatori provenienti da tutta la Serbia, e negli ultimi anni anche da tutta l'Europa, vengono a Leskovac per godere di una buona grigliata e di divertimento. Gli organizzatori preparano diverse gare, come ad esempio quella che consiste nel creare la pljeskavica più grande.
Nel settembre del 2009, Leskovac ha festeggiato un record mondiale nella creazione della pljeskavica più grande del mondo. L'hamburger gigante pesava 49 kg, misurava 128 cm di diametro ed era spesso 8 cm. È stato realizzato dal maestro di griglia Bojan Cvetković, che già precedentemente aveva detenuto il record mondiale di hamburger (44 kg).

## Sport

### Pallacanestro
La squadra principale della città è il KK Zdravlje Leskovac.

## Galleria d'immagini

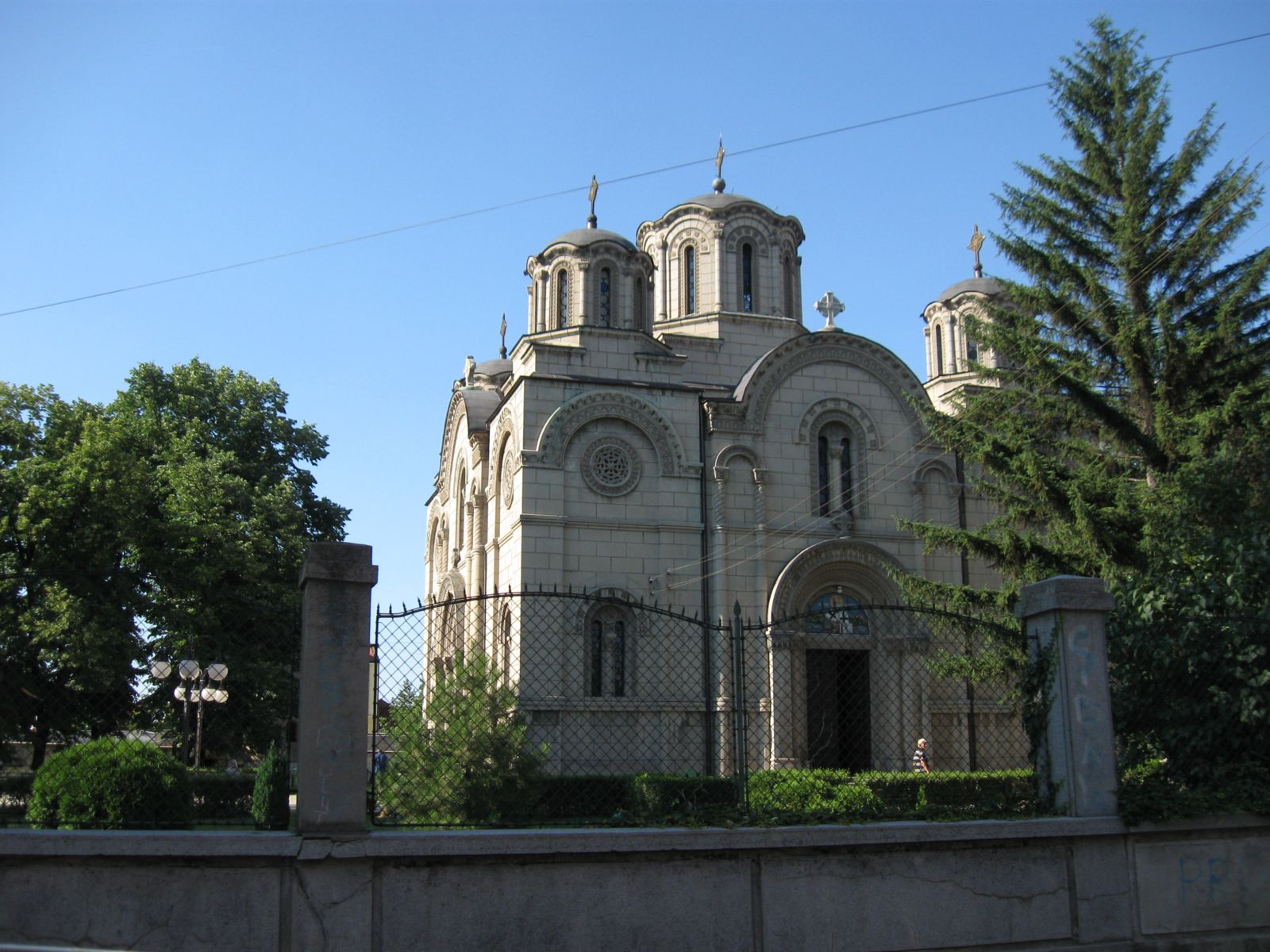
Chiesa cittadina
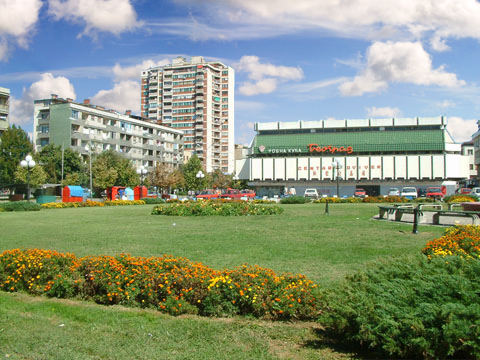
Parco nel centro della città
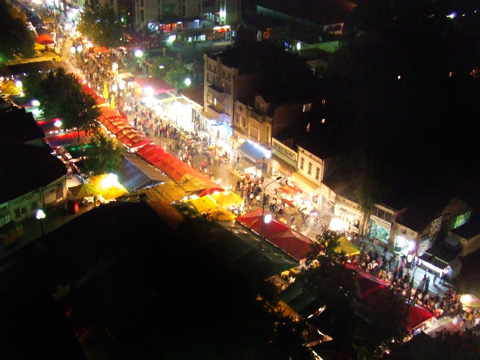
Roštiljijada